# Hametsu no Ōkoku
Hametsu no Ōkoku (はめつのおうこく?), también conocida como The Kingdoms of Ruin en inglés, es una serie de manga japonesa escrita e ilustrada por yoruhashi, que es una continuación del manga Tsurugi nō Ōkoku. Comenzó a serializarse en la revista Monthly Comic Garden de Mag Garden en abril de 2019. Una adaptación de la serie al anime de Yokohama Animation Laboratory se estrenó el 7 de octubre de 2023.

## Argumento
Durante siglos, la humanidad ha avanzado gracias a la existencia y al poder de la magia, el cual pudieron acceder como un regalo de las brujas con el fin de ayudarlos. Pero el mundo avanza y los tiempos han cambiado. Debido a que el "Gear Expansion" ha dejado obsoletas tanto a la magia como a las brujas, se lleva a cabo una cacería despiadada para exterminar a estos seres cuya existencia ya no es útil, iniciada por el poderoso Imperio Redia. Adonis era solo un niño cuando comenzó la cacería, aprendiz de una bruja a la que amaba mucho. Sin embargo, cuando ella muere a manos del imperio, Adonis se convertirá en el "Mago de la venganza".

## Personajes
Adonis (アドニス Adonisu?)
 Seiyū: Kaito Ishikawa
El protagonista principal. Un joven que fue criado por la bruja Chloe. Después de perder a su amada maestra en una cacería de brujas, Adonis juró vengarse del Imperio Lydia que se lo arrebató todo. Tras liberarse causa una masacre masiva en la capital de Redia Manipula una magia poderosa llamada "magia de invocación descriptiva" usando un cepillo de plumas.
Doroka (ドロカ?)
 Seiyū: Azumi Waki
Una muchacha que es prisionera de guerra del imperio. Tiene un corazón bondadoso y un espíritu noble al que no le importa sacrificarse por los demás. Al parecer, conoció a Chloe en un tiempo determinado. Puede utilizar la magia del amor y la esclavitud (Mandragora) para manipular a los hombres. Inicialmente ella se oponía al plan de venganza de Adonis, pero al quedar completamente ciega como resultado del enfrentamiento contra Shirousagi, Doroka comprende que la venganza no está mal.
Chloe (クロエ Kuroe?)
 Seiyū: Ryoko Shiraishi
La "bruja helada" que recogió a Adonis cuando era un niño y lo crio como discípulo. Ella fue extremadamente brillante y considerada y Doroka se refiere a ella como "la bruja más maravillosa del mundo". Chloe murió a manos del imperio mientras protegía a Adonis durante la purga de brujas.
Yamato (ヤマト?)
 Seiyū: Satoshi Hino
Jefe Sénior de la Oficina de la Seguridad Imperial de Lydia y el hermano mayor de Yuki. Un ejecutivo capaz y con un fuerte sentido de justicia que ve las cosas desde una perspectiva más amplia y puede tomar decisiones tranquilas en cualquier situación. Es muy hábil con la espada. Yamato es asesinado por Adonis junto con todo su equipo en la purga de las brujas de la Luna.
Yuki (ユキ?)
 Seiyū: Hikaru Tōno
Subjefa de la Oficina de la Seguridad Imperial de Lydia y la hermana menor de Yamato. Es la subdirectora más joven de la oficina y una chica excelente que dirige a sus subordinados como la clave para mantener el orden público. Siempre busca estar a la altura de las expectativas de su respetado hermano mayor, acabó convertida en un cyborg tras activar el aparato de anti-magia. Tras la muerte de su hermano a manos de Adonis, ella desarrolla un odio hacia el y busca venganza.
Shirousagi (シロウサギ?)
 Seiyū: Kishō Taniyama
Jefe superior de la Oficina de la Inteligencia Imperial de Lydia y subordinado fiel de Dorothea. Ha creado su propia red y hace que sus subordinados expongan elementos perturbadores. Es distante y esquivo pero en el fondo es intrépido y despiadado. Siendo manipulado por Dorothea, Shirousagi recibe órdenes de capturar a Adonis. En su enfrentamiento contra Adonis, Shirousagi le arranca los ojos a Doroka dejándola ciega y ella usa su hechizo de amor contra Adonis para fortalecerlo y este derrota a Shirousagi con un hechizo de congelación.
Goethe (ゲーテ?)
 Seiyū: Jiro Saito
El Emperador #23 del Imperio Redia. Bajo su reinado, decretó el exterminio de las brujas y presidió la ejecución de Chloe. Consideró a Adonis como una amenaza mundial luego de la brutal masacre en Redia, años después se revela que fue manipulado por su esposa, la bruja Andrómeda por medio del hechizo de amor "Mandrágora". Ella hace que Goethe se suicidara lanzándose desde una torre del castillo real.
Andrómeda (アンドロメダ?)
 Seiyū: Azumi Waki
La exesposa de Goethe y principal antagonista. Su verdadera identidad es Dorothea Grethe (ドロテーア・グレーテ, Dorotēa Gurēte), la anterior protagonista del manga The Kingdom of Caliburn (剣の王国, Tsurugi nō Okoku?) quien perdió trágicamente a su amado Alfredo al final de la historia. Con el objetivo de resucitar a Alfredo, Dorothea viajó por el universo hasta que llegó al Imperio Redia. Ella fue la responsable del exterminio de brujas manipulando a Goethe con el hechizo de amor "Mandrágora" porque veía a las demás brujas como una amenaza para su objetivo sabiendo que todas las mujeres son inmunes a su hechizo. Años después, hace que Goethe se suicidara y ella se convierte en la nueva emperatriz de Redia. Ella ordena capturar a Adonis porque es la clave principal para revivir a Alfredo.
Theta Samanstah (シータ・サマンスタ?)
 Seiyū: Yōko Hikasa
Fue la Directora de la Oficina Nacional de Ciencias. Debido a su exposición al Dispositivo de supresión de fotones mágicos (DAM) que anula la magia, a ella le quedaban unos pocos meses de vida. Después de la muerte de Goethe y la coronación de Dorothea como nueva emperatriz, la Oficina Nacional de Ciencias es desmantelada y todos sus miembros son ejecutados, incluida Theta.
Cinco (五?) y ; Seis (六?)
 Seiyū: Minami Kurisaka (Cinco), Haruka Okamura (Seis)
Dos chicas hermanas que eran miembros de la Unidad Especial de Espionaje Kunoichi de la nación Suzure. Ellas se infiltraron en el Imperio de Redia con el objetivo de capturar a Adonis por órdenes del emperador de Suzure, quien ordenó capturar todo lo que puede causar problemas a Redia. Sin embargo, son interceptadas por Shirousagi, quien las decapita.

## Contenido de la obra

### Manga
Escrito e ilustrado por yoruhashi, Hametsu no Ōkoku comenzó a serializarse en la revista de manga shōnen Monthly Comic Garden de Mag Garden el 5 de abril de 2019. También se publica en los sitios web Manga Doa, Mag Comi, pixiv Comic. Hasta la fecha se han publicado trece volúmenes tankōbon. En abril de 2020, Seven Seas Entertainment anunció que habían obtenido la licencia de la serie para su publicación en inglés.

#### Lista de volúmenes
| Volúmenes de manga publicados | Volúmenes de manga publicados | Volúmenes de manga publicados |
| Número                        | Fecha de lanzamiento          | ISBN                          |
| ----------------------------- | ----------------------------- | ----------------------------- |
| 1                             | 10 de octubre de 2019         | ISBN 978-4-800-00901-2        |
| 2                             | 10 de febrero de 2020         | ISBN 978-4-800-00937-1        |
| 3                             | 7 de agosto de 2020           | ISBN 978-4-800-01001-8        |
| 4                             | 10 de febrero de 2021         | ISBN 978-4-800-01048-3        |
| 5                             | 10 de agosto de 2021          | ISBN 978-4-800-01121-3        |
| 6                             | 9 de febrero de 2022          | ISBN 978-4-800-01172-5        |
| 7                             | 9 de septiembre de 2022       | ISBN 978-4-800-01244-9        |
| 8                             | 10 de marzo de 2023           | ISBN 978-4-800-01308-8        |
| 9                             | 10 de octubre de 2023         | ISBN 978-4-800-01376-7        |
| 10                            | 8 de febrero de 2024          | ISBN 978-4-800-01420-7        |
| 11                            | 11 de julio de 2024           | ISBN 978-4-800-01473-3        |
| 12                            | 9 de enero de 2025            | ISBN 978-4-800-01540-2        |
| 13                            | 10 de abril de 2025           | ISBN 978-4-800-01579-2        |

### Anime
El 1 de febrero de 2023, se anunció una adaptación de la serie al anime. La serie es producida por Yokohama Animation Laboratory y dirigida por Keitaro Motonaga, con Takamitsu Kono a cargo de la composición de la serie, Hiromi Kato diseñando los personajes y Miki Sakurai, Shu Kanematsu y Hanae Nakamura componiendo la música. Se estrenó el 7 de octubre de 2023 en MBS, TBS y BS-TBS. El tema de apertura es «Kieru Made» (消えるまで?), interpretado por Hana Hope, mientras que el tema de cierre es «Prayer», interpretado por Who-ya Extended. Crunchyroll obtuvo la licencia de la serie fuera de Asia.